# The Nova Scotia Highlanders
The Nova Scotia Highlanders (NS Highrs), littéralement « Les Highlanders de la Nouvelle-Écosse », sont un régiment d'infanterie de la Première réserve de l'Armée canadienne. Il fait partie du 36e Groupe-brigade du Canada au sein de la 5e Division du Canada et est stationné à Truro en Nouvelle-Écosse.
La lignée de l'unité remonte à deux bataillons d'infanterie créés en 1871. Le régiment d'aujourd'hui a été formé par plusieurs amalgamations d'unités. En 2010, le 2e Bataillon du régiment devint un régiment distinct sous le nom de « The Cape Breton Highlanders ».
En plus de sa propre histoire, le régiment perpétue l'héritage de trois bataillons de la guerre anglo-américaine de 1812 et de cinq bataillons du Corps expéditionnaire canadien de la Première Guerre mondiale.

## Rôle et organisation

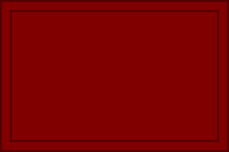
Insigne de la 5e Division du Canada

The Nova Scotia Highlanders est un régiment d'infanterie légère d'un seul bataillon stationné à Truro en Nouvelle-Écosse. Il fait partie du 36e Groupe-brigade du Canada, un groupe-brigade de la Première réserve de l'Armée canadienne qui fait lui-même partie de la 5e Division du Canada. Le commandant actuel du bataillon du régiment est le lieutenant-colonel Stephen Hale.
Tout comme c'est le cas pour les autres unités de la Première réserve de l'Armée canadienne, le rôle des Nova Scotia Highlanders est de former des soldats travaillant à temps partiel afin de servir de renfort lors des opérations des Forces armées canadiennes ainsi que d'être prêts pour le service actif pour appuyer les autorités civiles lors de catastrophes naturelles dans la région locale.

## Histoire

### Création et premiers conflits

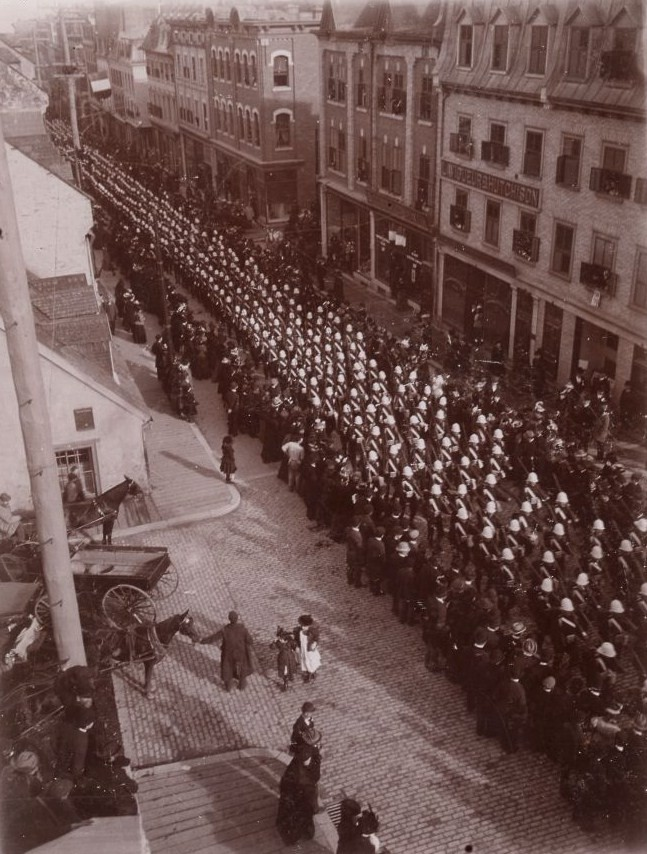
Le premier contingent canadien défilant dans la ville de Québec avant de partir pour la guerre en Afrique du Sud

Le 6 avril 1871, deux bataillons d'infanterie provisoires ont été créés en Nouvelle-Écosse : le Colchester and Hants Provisional Battalion of Infantry à Truro et le Cumberland Provisional Battalation of Infantry à Amherst. Le 1er septembre 1871, le premier a été renommé en « 78th Colchester and Hant, or Highlanders Battalion of Infantry », puis, le 5 septembre 1879, en « 78th "Colchester, Hants and Pictou" Battalion of Infantry or "Highlanders" » tandis que le second a été renommé, le 12 juin 1885, en « 93rd Cumberland Battalion of Infantry ». Les 8 et 9 mai 1900, les deux bataillons sont devenus des régiments et ont respectivement été renommés en « 78th Colchester, Hants and Pictou Regiment "Highlanders" » et « 93rd Cumberland Regiment ».
En 1899, le 93rd Cumberland Regiment a fourni des volontaires au contingent canadien qui se rendit en Afrique du Sud dans le cadre de la seconde guerre des Boers. Le 1er mars 1910, le 78th Colchester, Hants and Pictou Regiment "Highlanders" a été renommé en « 78th Pictou Regiment "Highlanders" ». Un mois plus tard, le 70th Colchester and Hants Regiment a été créé à Truro et, le mois suivant, il a été renommé en « 76th Colchester and Hants Rifles ».
Le 16 février 1914, un régiment de huit compagnies a été créé à Windsor en Nouvelle-Écosse. Le 1er mai, il adopta le nom de « 68th Regiment » et, un mois plus tard, celui de « 81st "Hants" Regiment ».

### Première Guerre mondiale
Monument hommage aux soldats du  25e Bataillon Nova Scotia  à Chérisy (Pas-de-Calais)
|  |  |  |  |

Dans la foulée de la Première Guerre mondiale, le 6 août 1914, des éléments des 76th Colchester and Hants Rifles, du 78th Pictou Regiment "Highlanders" et du 93rd Cumberland Regiment ont été placés en service actif afin de prodiguer de la protection locale.
Le 15 mars 1914, le 70th Colchester and Hants Regiment et le 81st "Hants" Regiment fusionnèrent pour former le Colchester and Hants Regiment. Le 29 mars suivant, le 78th Pictou Regiment "Highlanders" devint The Pictou Regiment tandis que le 93rd Cumberland Regiment devint The Cumberland Regiment. Ce-dernier fut renommé en « The Cumberland Highlanders » le 15 juin 1927. Le 1er décembre 1936, celui-ci et le Colchester and Hants Regiment fusionnèrent pour former The North Nova Scotia Highlanders (Machine Gun). Ce dernier perdit la mention de « Machine Gun » le 7 mars 1941.

### Seconde Guerre mondiale

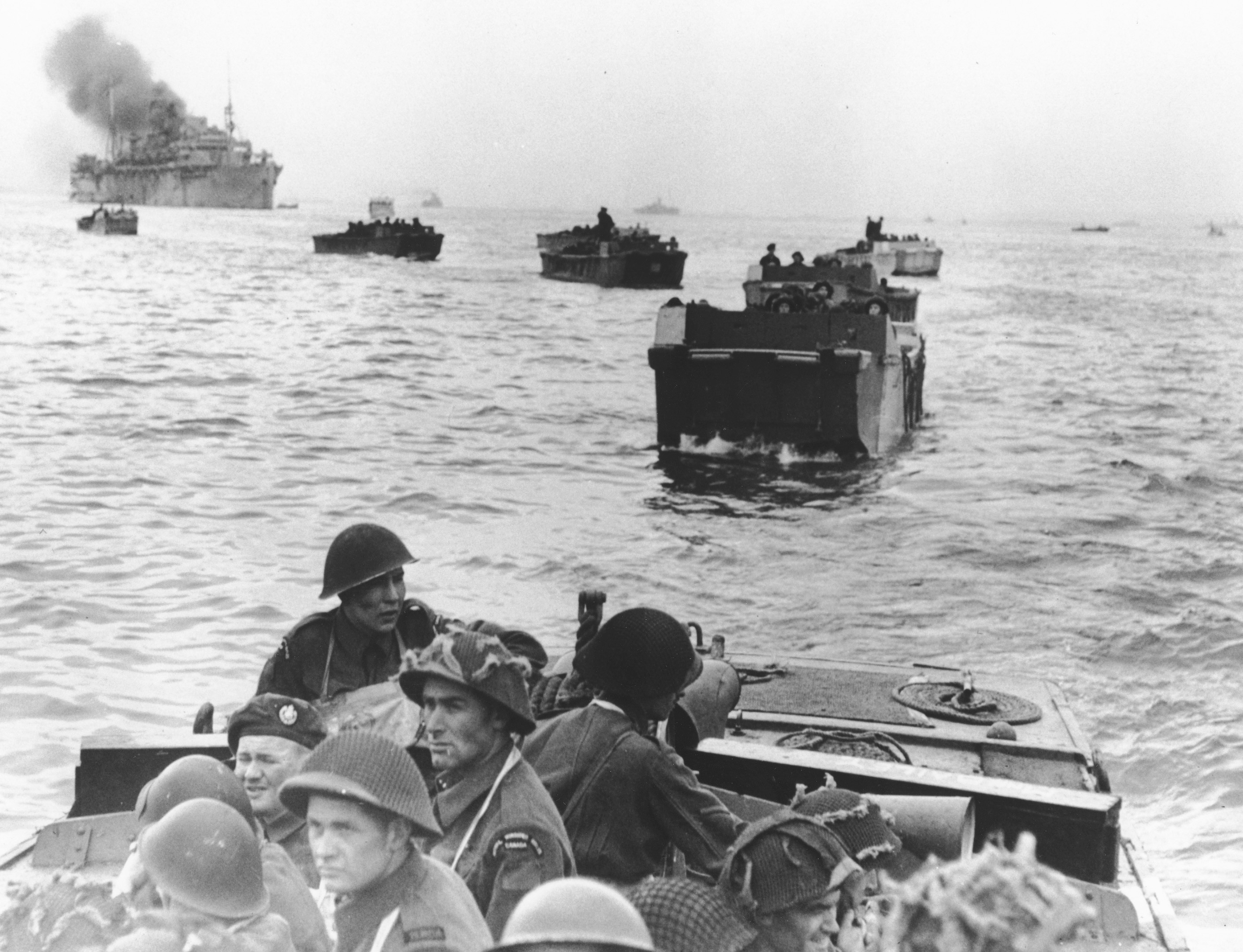
Troupes canadiennes se dirigeant vers la plage Juno lors du débarquement de Normandie le 6 juin 1944

Dans la foulée de la Seconde Guerre mondiale, le 26 août 1939, des détachements des Pictou Highlanders et des North Nova Scotia Highlanders furent mobilisés et placés en service actif le 1er septembre suivant afin de prodiguer de la protection locale. Ceux-ci furent démobilisés le 31 décembre 1940.
Le 24 mai 1940, The North Nova Scotia Highlanders mobilisèrent un bataillon, le 1er Bataillon, pour le service actif. Le 1er janvier 1941, les Pictou Highlanders firent de même. Le 18 juillet 1941, le bataillon en service actif des North Nova Scotia Highlanders s'embarque pour la Grande-Bretagne. Le 10 septembre 1942, les Pictou Highlanders mobilisèrent une compagnie spéciale qui servit de rôle de garnison dans les Bermudes à partir du 12 novembre 1942. De son côté, la bataillon en service actif des Pictou Highlanders servit à Terre-Neuve de mars à août 1943. Le bataillon des North Nova Scotia Highlanders en Europe participa au débarquement de Normandie le 6 juin 1944 en tant que composant de la 9e Brigade d'infanterie canadienne au sein de la 3e Division d'infanterie canadienne avec laquelle il combattit dans le Nord-Ouest de l'Europe.
Le 1er juin 1945, les North Nova Scotia Highlanders mobilisèrent un autre bataillon, le 3e Bataillon, qui servit au sein des troupes d'occupation canadiennes en Allemagne. Le 1er Bataillon des North Nova Scotia Higlanders fut dissous le 15 janvier 1946. De son côté, la compagnie spéciale des Pictou Highlanders aux Bermudes y termina son service le 1er avril de la même année. Le même jour, The Pictou Regiment fut renommé en « The Pictou Highlanders (Motor) » et la 189th Light Anti-Aircraft Battery, RCA a été créée à Stellarton en Nouvelle-Écosse. Le 1er Bataillon des Pictou Highlanders fut dissous le 30 avril 1946 et, le 3e Bataillon des North Nova Scotia Highlanders le fut le lendemain.
Un total de 493 soldats des Nova Scotia Highlanders sont morts au cours de la Seconde Guerre mondiale.

### Histoire récente (depuis les années 1950)
Le 12 novembre 1954, The Pictou Highlanders (Motor), the North Nova Scotia Highlanders et la 189th Light Anti-Aircraft Battery, RCA fusionnèrent pour devenir The Nova Scotia Highlanders, un régiment de deux bataillons. Le 9 décembre 2010, le 2e Bataillon devint un régiment distinct nommé The Cape Breton Highlanders et The Nova Scotia Highlanders devinrent ainsi un régiment d'un seul bataillon.

## Lignée
La lignée du Hastings and Prince Edward Regiment comprend toutes les unités qui ont été amalgamées au cours de leur histoire pour former le régiment tel qu'il est de nos jours.
| Colchester and Hants Provisional Battalion of Infantry (6 avril 1871)                        | Colchester and Hants Provisional Battalion of Infantry (6 avril 1871)                        | Colchester and Hants Provisional Battalion of Infantry (6 avril 1871)                        | Colchester and Hants Provisional Battalion of Infantry (6 avril 1871)                        | Colchester and Hants Provisional Battalion of Infantry (6 avril 1871)                        | Colchester and Hants Provisional Battalion of Infantry (6 avril 1871)                        |  |  |  |  | Cumberland Provisional Battalion of Infantry (6 avril 1871) | Cumberland Provisional Battalion of Infantry (6 avril 1871) | Cumberland Provisional Battalion of Infantry (6 avril 1871) | Cumberland Provisional Battalion of Infantry (6 avril 1871) | Cumberland Provisional Battalion of Infantry (6 avril 1871) | Cumberland Provisional Battalion of Infantry (6 avril 1871) |                                                                   |                                                 |                                                 |                                                 |                                                     |                                                     |                                                     |                                                     |                                                     |                                                     |                                              |                                              |                                              |                                              |  |  |                                                                               |                                                         |                                                         |                                                         |                                                         |                                                         |  |  |  |  |  |  |  |  |  |  |  |  |  |  |
| Colchester and Hants Provisional Battalion of Infantry (6 avril 1871)                        | Colchester and Hants Provisional Battalion of Infantry (6 avril 1871)                        | Colchester and Hants Provisional Battalion of Infantry (6 avril 1871)                        | Colchester and Hants Provisional Battalion of Infantry (6 avril 1871)                        | Colchester and Hants Provisional Battalion of Infantry (6 avril 1871)                        | Colchester and Hants Provisional Battalion of Infantry (6 avril 1871)                        |  |  |  |  | Cumberland Provisional Battalion of Infantry (6 avril 1871) | Cumberland Provisional Battalion of Infantry (6 avril 1871) | Cumberland Provisional Battalion of Infantry (6 avril 1871) | Cumberland Provisional Battalion of Infantry (6 avril 1871) | Cumberland Provisional Battalion of Infantry (6 avril 1871) | Cumberland Provisional Battalion of Infantry (6 avril 1871) |                                                                   |                                                 |                                                 |                                                 |                                                     |                                                     |                                                     |                                                     |                                                     |                                                     |                                              |                                              |                                              |                                              |  |  |                                                                               |                                                         |                                                         |                                                         |                                                         |                                                         |  |  |  |  |  |  |  |  |  |  |  |  |  |  |
| 78th Colchester and Hants, or Highlanders Battalion of Infantry (1er septembre 1871)         |                                                                                              |                                                                                              |                                                                                              |                                                                                              |                                                                                              |  |  |  |  |                                                             |                                                             |                                                             |                                                             |                                                             |                                                             |                                                                   |                                                 |                                                 |                                                 |                                                     |                                                     |                                                     |                                                     |                                                     |                                                     |                                              |                                              |                                              |                                              |  |  |                                                                               |                                                         |                                                         |                                                         |                                                         |                                                         |  |  |  |  |  |  |  |  |  |  |  |  |  |  |
|                                                                                              |                                                                                              |                                                                                              |                                                                                              |                                                                                              |                                                                                              |  |  |  |  |                                                             |                                                             |                                                             |                                                             |                                                             |                                                             |                                                                   |                                                 |                                                 |                                                 |                                                     |                                                     |                                                     |                                                     |                                                     |                                                     |                                              |                                              |                                              |                                              |  |  |                                                                               |                                                         |                                                         |                                                         |                                                         |                                                         |  |  |  |  |  |  |  |  |  |  |  |  |  |  |
| 78th "Colchester Hants and Pictou" Battalion of Infantry or "Highlanders" (5 septembre 1879) | 78th "Colchester Hants and Pictou" Battalion of Infantry or "Highlanders" (5 septembre 1879) | 78th "Colchester Hants and Pictou" Battalion of Infantry or "Highlanders" (5 septembre 1879) | 78th "Colchester Hants and Pictou" Battalion of Infantry or "Highlanders" (5 septembre 1879) | 78th "Colchester Hants and Pictou" Battalion of Infantry or "Highlanders" (5 septembre 1879) | 78th "Colchester Hants and Pictou" Battalion of Infantry or "Highlanders" (5 septembre 1879) |  |  |  |  | 93rd Cumberland Battalion of Infantry (12 juin 1885)        | 93rd Cumberland Battalion of Infantry (12 juin 1885)        | 93rd Cumberland Battalion of Infantry (12 juin 1885)        | 93rd Cumberland Battalion of Infantry (12 juin 1885)        | 93rd Cumberland Battalion of Infantry (12 juin 1885)        | 93rd Cumberland Battalion of Infantry (12 juin 1885)        |                                                                   |                                                 |                                                 |                                                 |                                                     |                                                     |                                                     |                                                     |                                                     |                                                     |                                              |                                              |                                              |                                              |  |  |                                                                               |                                                         |                                                         |                                                         |                                                         |                                                         |  |  |  |  |  |  |  |  |  |  |  |  |  |  |
| 78th "Colchester Hants and Pictou" Battalion of Infantry or "Highlanders" (5 septembre 1879) | 78th "Colchester Hants and Pictou" Battalion of Infantry or "Highlanders" (5 septembre 1879) | 78th "Colchester Hants and Pictou" Battalion of Infantry or "Highlanders" (5 septembre 1879) | 78th "Colchester Hants and Pictou" Battalion of Infantry or "Highlanders" (5 septembre 1879) | 78th "Colchester Hants and Pictou" Battalion of Infantry or "Highlanders" (5 septembre 1879) | 78th "Colchester Hants and Pictou" Battalion of Infantry or "Highlanders" (5 septembre 1879) |  |  |  |  | 93rd Cumberland Battalion of Infantry (12 juin 1885)        | 93rd Cumberland Battalion of Infantry (12 juin 1885)        | 93rd Cumberland Battalion of Infantry (12 juin 1885)        | 93rd Cumberland Battalion of Infantry (12 juin 1885)        | 93rd Cumberland Battalion of Infantry (12 juin 1885)        | 93rd Cumberland Battalion of Infantry (12 juin 1885)        |                                                                   |                                                 |                                                 |                                                 |                                                     |                                                     |                                                     |                                                     |                                                     |                                                     |                                              |                                              |                                              |                                              |  |  |                                                                               |                                                         |                                                         |                                                         |                                                         |                                                         |  |  |  |  |  |  |  |  |  |  |  |  |  |  |
| 78th Colchester, Hants and Pictou Regiment "Highlanders" (8 mai 1900)                        | 78th Colchester, Hants and Pictou Regiment "Highlanders" (8 mai 1900)                        | 78th Colchester, Hants and Pictou Regiment "Highlanders" (8 mai 1900)                        | 78th Colchester, Hants and Pictou Regiment "Highlanders" (8 mai 1900)                        | 78th Colchester, Hants and Pictou Regiment "Highlanders" (8 mai 1900)                        | 78th Colchester, Hants and Pictou Regiment "Highlanders" (8 mai 1900)                        |  |  |  |  | 93rd Cumberland Regiment (8 mai 1900)                       | 93rd Cumberland Regiment (8 mai 1900)                       | 93rd Cumberland Regiment (8 mai 1900)                       | 93rd Cumberland Regiment (8 mai 1900)                       | 93rd Cumberland Regiment (8 mai 1900)                       | 93rd Cumberland Regiment (8 mai 1900)                       |                                                                   |                                                 |                                                 |                                                 |                                                     |                                                     |                                                     |                                                     |                                                     |                                                     |                                              |                                              |                                              |                                              |  |  |                                                                               |                                                         |                                                         |                                                         |                                                         |                                                         |  |  |  |  |  |  |  |  |  |  |  |  |  |  |
| 78th Colchester, Hants and Pictou Regiment "Highlanders" (8 mai 1900)                        | 78th Colchester, Hants and Pictou Regiment "Highlanders" (8 mai 1900)                        | 78th Colchester, Hants and Pictou Regiment "Highlanders" (8 mai 1900)                        | 78th Colchester, Hants and Pictou Regiment "Highlanders" (8 mai 1900)                        | 78th Colchester, Hants and Pictou Regiment "Highlanders" (8 mai 1900)                        | 78th Colchester, Hants and Pictou Regiment "Highlanders" (8 mai 1900)                        |  |  |  |  | 93rd Cumberland Regiment (8 mai 1900)                       | 93rd Cumberland Regiment (8 mai 1900)                       | 93rd Cumberland Regiment (8 mai 1900)                       | 93rd Cumberland Regiment (8 mai 1900)                       | 93rd Cumberland Regiment (8 mai 1900)                       | 93rd Cumberland Regiment (8 mai 1900)                       |                                                                   |                                                 |                                                 |                                                 |                                                     |                                                     |                                                     |                                                     |                                                     |                                                     |                                              |                                              |                                              |                                              |  |  |                                                                               |                                                         |                                                         |                                                         |                                                         |                                                         |  |  |  |  |  |  |  |  |  |  |  |  |  |  |
| 78th Pictou Regiment "'Highlanders" (1er mars 1910)                                          | 78th Pictou Regiment "'Highlanders" (1er mars 1910)                                          | 78th Pictou Regiment "'Highlanders" (1er mars 1910)                                          | 78th Pictou Regiment "'Highlanders" (1er mars 1910)                                          | 78th Pictou Regiment "'Highlanders" (1er mars 1910)                                          | 78th Pictou Regiment "'Highlanders" (1er mars 1910)                                          |  |  |  |  |                                                             |                                                             |                                                             |                                                             |                                                             |                                                             |                                                                   |                                                 |                                                 |                                                 | 70th Colchester and Hants Regiment (1er avril 1910) | 70th Colchester and Hants Regiment (1er avril 1910) | 70th Colchester and Hants Regiment (1er avril 1910) | 70th Colchester and Hants Regiment (1er avril 1910) | 70th Colchester and Hants Regiment (1er avril 1910) | 70th Colchester and Hants Regiment (1er avril 1910) |                                              |                                              |                                              |                                              |  |  |                                                                               |                                                         |                                                         |                                                         |                                                         |                                                         |  |  |  |  |  |  |  |  |  |  |  |  |  |  |
| 78th Pictou Regiment "'Highlanders" (1er mars 1910)                                          | 78th Pictou Regiment "'Highlanders" (1er mars 1910)                                          | 78th Pictou Regiment "'Highlanders" (1er mars 1910)                                          | 78th Pictou Regiment "'Highlanders" (1er mars 1910)                                          | 78th Pictou Regiment "'Highlanders" (1er mars 1910)                                          | 78th Pictou Regiment "'Highlanders" (1er mars 1910)                                          |  |  |  |  |                                                             |                                                             |                                                             |                                                             |                                                             |                                                             |                                                                   |                                                 |                                                 |                                                 | 70th Colchester and Hants Regiment (1er avril 1910) | 70th Colchester and Hants Regiment (1er avril 1910) | 70th Colchester and Hants Regiment (1er avril 1910) | 70th Colchester and Hants Regiment (1er avril 1910) | 70th Colchester and Hants Regiment (1er avril 1910) | 70th Colchester and Hants Regiment (1er avril 1910) |                                              |                                              |                                              |                                              |  |  |                                                                               |                                                         |                                                         |                                                         |                                                         |                                                         |  |  |  |  |  |  |  |  |  |  |  |  |  |  |
|                                                                                              |                                                                                              |                                                                                              |                                                                                              |                                                                                              |                                                                                              |  |  |  |  |                                                             |                                                             |                                                             |                                                             |                                                             |                                                             |                                                                   |                                                 |                                                 |                                                 | 76th Colchester and Hants Rifles (2 mai 1910)       |                                                     |                                                     |                                                     |                                                     |                                                     |                                              |                                              |                                              |                                              |  |  |                                                                               |                                                         |                                                         |                                                         |                                                         |                                                         |  |  |  |  |  |  |  |  |  |  |  |  |  |  |
|                                                                                              |                                                                                              |                                                                                              |                                                                                              |                                                                                              |                                                                                              |  |  |  |  |                                                             |                                                             |                                                             |                                                             |                                                             |                                                             |                                                                   |                                                 |                                                 |                                                 |                                                     |                                                     |                                                     |                                                     |                                                     |                                                     |                                              |                                              |                                              |                                              |  |  |                                                                               |                                                         |                                                         |                                                         |                                                         |                                                         |  |  |  |  |  |  |  |  |  |  |  |  |  |  |
|                                                                                              |                                                                                              |                                                                                              |                                                                                              |                                                                                              |                                                                                              |  |  |  |  |                                                             |                                                             |                                                             |                                                             |                                                             |                                                             |                                                                   |                                                 |                                                 |                                                 |                                                     |                                                     |                                                     |                                                     |                                                     |                                                     |                                              |                                              |                                              |                                              |  |  | Régiment de huit compagnies dans le comté de Hants sans nom (16 février 1914) |                                                         |                                                         |                                                         |                                                         |                                                         |  |  |  |  |  |  |  |  |  |  |  |  |  |  |
|                                                                                              |                                                                                              |                                                                                              |                                                                                              |                                                                                              |                                                                                              |  |  |  |  |                                                             |                                                             |                                                             |                                                             |                                                             |                                                             |                                                                   |                                                 |                                                 |                                                 |                                                     |                                                     |                                                     |                                                     |                                                     |                                                     |                                              |                                              |                                              |                                              |  |  |                                                                               |                                                         |                                                         |                                                         |                                                         |                                                         |  |  |  |  |  |  |  |  |  |  |  |  |  |  |
|                                                                                              |                                                                                              |                                                                                              |                                                                                              |                                                                                              |                                                                                              |  |  |  |  |                                                             |                                                             |                                                             |                                                             |                                                             |                                                             |                                                                   |                                                 |                                                 |                                                 |                                                     |                                                     |                                                     |                                                     |                                                     |                                                     |                                              |                                              |                                              |                                              |  |  | 68th Regiment (1er mai 1914)                                                  |                                                         |                                                         |                                                         |                                                         |                                                         |  |  |  |  |  |  |  |  |  |  |  |  |  |  |
|                                                                                              |                                                                                              |                                                                                              |                                                                                              |                                                                                              |                                                                                              |  |  |  |  |                                                             |                                                             |                                                             |                                                             |                                                             |                                                             |                                                                   |                                                 |                                                 |                                                 |                                                     |                                                     |                                                     |                                                     |                                                     |                                                     |                                              |                                              |                                              |                                              |  |  |                                                                               |                                                         |                                                         |                                                         |                                                         |                                                         |  |  |  |  |  |  |  |  |  |  |  |  |  |  |
|                                                                                              |                                                                                              |                                                                                              |                                                                                              |                                                                                              |                                                                                              |  |  |  |  |                                                             |                                                             |                                                             |                                                             |                                                             |                                                             |                                                                   |                                                 |                                                 |                                                 |                                                     |                                                     |                                                     |                                                     |                                                     |                                                     |                                              |                                              |                                              |                                              |  |  | 81st "Hants" Regiment (1er juin 1914)                                         |                                                         |                                                         |                                                         |                                                         |                                                         |  |  |  |  |  |  |  |  |  |  |  |  |  |  |
|                                                                                              |                                                                                              |                                                                                              |                                                                                              |                                                                                              |                                                                                              |  |  |  |  |                                                             |                                                             |                                                             |                                                             |                                                             |                                                             |                                                                   |                                                 |                                                 |                                                 |                                                     |                                                     |                                                     |                                                     |                                                     |                                                     |                                              |                                              |                                              |                                              |  |  |                                                                               |                                                         |                                                         |                                                         |                                                         |                                                         |  |  |  |  |  |  |  |  |  |  |  |  |  |  |
|                                                                                              |                                                                                              |                                                                                              |                                                                                              |                                                                                              |                                                                                              |  |  |  |  |                                                             |                                                             |                                                             |                                                             |                                                             |                                                             |                                                                   |                                                 |                                                 |                                                 |                                                     |                                                     |                                                     |                                                     |                                                     |                                                     |                                              |                                              |                                              |                                              |  |  |                                                                               |                                                         |                                                         |                                                         |                                                         |                                                         |  |  |  |  |  |  |  |  |  |  |  |  |  |  |
| The Pictou Regiment (29 mars 1920)                                                           | The Pictou Regiment (29 mars 1920)                                                           | The Pictou Regiment (29 mars 1920)                                                           | The Pictou Regiment (29 mars 1920)                                                           | The Pictou Regiment (29 mars 1920)                                                           | The Pictou Regiment (29 mars 1920)                                                           |  |  |  |  | The Cumberland Regiment (29 mars 1920)                      | The Cumberland Regiment (29 mars 1920)                      | The Cumberland Regiment (29 mars 1920)                      | The Cumberland Regiment (29 mars 1920)                      | The Cumberland Regiment (29 mars 1920)                      | The Cumberland Regiment (29 mars 1920)                      |                                                                   |                                                 |                                                 |                                                 |                                                     |                                                     |                                                     |                                                     | Colchester and Hants Regiment (15 mars 1920)        | Colchester and Hants Regiment (15 mars 1920)        | Colchester and Hants Regiment (15 mars 1920) | Colchester and Hants Regiment (15 mars 1920) | Colchester and Hants Regiment (15 mars 1920) | Colchester and Hants Regiment (15 mars 1920) |  |  |                                                                               |                                                         |                                                         |                                                         |                                                         |                                                         |  |  |  |  |  |  |  |  |  |  |  |  |  |  |
| The Pictou Regiment (29 mars 1920)                                                           | The Pictou Regiment (29 mars 1920)                                                           | The Pictou Regiment (29 mars 1920)                                                           | The Pictou Regiment (29 mars 1920)                                                           | The Pictou Regiment (29 mars 1920)                                                           | The Pictou Regiment (29 mars 1920)                                                           |  |  |  |  | The Cumberland Regiment (29 mars 1920)                      | The Cumberland Regiment (29 mars 1920)                      | The Cumberland Regiment (29 mars 1920)                      | The Cumberland Regiment (29 mars 1920)                      | The Cumberland Regiment (29 mars 1920)                      | The Cumberland Regiment (29 mars 1920)                      |                                                                   |                                                 |                                                 |                                                 |                                                     |                                                     |                                                     |                                                     | Colchester and Hants Regiment (15 mars 1920)        | Colchester and Hants Regiment (15 mars 1920)        | Colchester and Hants Regiment (15 mars 1920) | Colchester and Hants Regiment (15 mars 1920) | Colchester and Hants Regiment (15 mars 1920) | Colchester and Hants Regiment (15 mars 1920) |  |  |                                                                               |                                                         |                                                         |                                                         |                                                         |                                                         |  |  |  |  |  |  |  |  |  |  |  |  |  |  |
|                                                                                              |                                                                                              |                                                                                              |                                                                                              |                                                                                              |                                                                                              |  |  |  |  | The Cumberland Highlanders (15 juin 1927)                   |                                                             |                                                             |                                                             |                                                             |                                                             |                                                                   |                                                 |                                                 |                                                 |                                                     |                                                     |                                                     |                                                     |                                                     |                                                     |                                              |                                              |                                              |                                              |  |  |                                                                               |                                                         |                                                         |                                                         |                                                         |                                                         |  |  |  |  |  |  |  |  |  |  |  |  |  |  |
|                                                                                              |                                                                                              |                                                                                              |                                                                                              |                                                                                              |                                                                                              |  |  |  |  |                                                             |                                                             |                                                             |                                                             |                                                             |                                                             |                                                                   |                                                 |                                                 |                                                 |                                                     |                                                     |                                                     |                                                     |                                                     |                                                     |                                              |                                              |                                              |                                              |  |  |                                                                               |                                                         |                                                         |                                                         |                                                         |                                                         |  |  |  |  |  |  |  |  |  |  |  |  |  |  |
|                                                                                              |                                                                                              |                                                                                              |                                                                                              |                                                                                              |                                                                                              |  |  |  |  |                                                             |                                                             |                                                             |                                                             |                                                             |                                                             |                                                                   |                                                 |                                                 |                                                 |                                                     |                                                     |                                                     |                                                     |                                                     |                                                     |                                              |                                              |                                              |                                              |  |  |                                                                               |                                                         |                                                         |                                                         |                                                         |                                                         |  |  |  |  |  |  |  |  |  |  |  |  |  |  |
|                                                                                              |                                                                                              |                                                                                              |                                                                                              |                                                                                              |                                                                                              |  |  |  |  |                                                             |                                                             |                                                             |                                                             |                                                             |                                                             | The North Nova Scotia Highlanders (Machine Gun) 1er décembre 1936 |                                                 |                                                 |                                                 |                                                     |                                                     |                                                     |                                                     |                                                     |                                                     |                                              |                                              |                                              |                                              |  |  |                                                                               |                                                         |                                                         |                                                         |                                                         |                                                         |  |  |  |  |  |  |  |  |  |  |  |  |  |  |
|                                                                                              |                                                                                              |                                                                                              |                                                                                              |                                                                                              |                                                                                              |  |  |  |  |                                                             |                                                             |                                                             |                                                             |                                                             |                                                             |                                                                   |                                                 |                                                 |                                                 |                                                     |                                                     |                                                     |                                                     |                                                     |                                                     |                                              |                                              |                                              |                                              |  |  |                                                                               |                                                         |                                                         |                                                         |                                                         |                                                         |  |  |  |  |  |  |  |  |  |  |  |  |  |  |
| The Pictou Highlanders (Motor) (1er avril 1946)                                              | The Pictou Highlanders (Motor) (1er avril 1946)                                              | The Pictou Highlanders (Motor) (1er avril 1946)                                              | The Pictou Highlanders (Motor) (1er avril 1946)                                              | The Pictou Highlanders (Motor) (1er avril 1946)                                              | The Pictou Highlanders (Motor) (1er avril 1946)                                              |  |  |  |  |                                                             |                                                             |                                                             |                                                             |                                                             |                                                             | The North Nova Scotia Highlanders (7 mars 1941)                   | The North Nova Scotia Highlanders (7 mars 1941) | The North Nova Scotia Highlanders (7 mars 1941) | The North Nova Scotia Highlanders (7 mars 1941) | The North Nova Scotia Highlanders (7 mars 1941)     | The North Nova Scotia Highlanders (7 mars 1941)     |                                                     |                                                     |                                                     |                                                     |                                              |                                              |                                              |                                              |  |  | 189th Light Anti-Aircraft Battery, RCA (1er avril 1946)                       | 189th Light Anti-Aircraft Battery, RCA (1er avril 1946) | 189th Light Anti-Aircraft Battery, RCA (1er avril 1946) | 189th Light Anti-Aircraft Battery, RCA (1er avril 1946) | 189th Light Anti-Aircraft Battery, RCA (1er avril 1946) | 189th Light Anti-Aircraft Battery, RCA (1er avril 1946) |  |  |  |  |  |  |  |  |  |  |  |  |  |  |
| The Pictou Highlanders (Motor) (1er avril 1946)                                              | The Pictou Highlanders (Motor) (1er avril 1946)                                              | The Pictou Highlanders (Motor) (1er avril 1946)                                              | The Pictou Highlanders (Motor) (1er avril 1946)                                              | The Pictou Highlanders (Motor) (1er avril 1946)                                              | The Pictou Highlanders (Motor) (1er avril 1946)                                              |  |  |  |  |                                                             |                                                             |                                                             |                                                             |                                                             |                                                             | The North Nova Scotia Highlanders (7 mars 1941)                   | The North Nova Scotia Highlanders (7 mars 1941) | The North Nova Scotia Highlanders (7 mars 1941) | The North Nova Scotia Highlanders (7 mars 1941) | The North Nova Scotia Highlanders (7 mars 1941)     | The North Nova Scotia Highlanders (7 mars 1941)     |                                                     |                                                     |                                                     |                                                     |                                              |                                              |                                              |                                              |  |  | 189th Light Anti-Aircraft Battery, RCA (1er avril 1946)                       | 189th Light Anti-Aircraft Battery, RCA (1er avril 1946) | 189th Light Anti-Aircraft Battery, RCA (1er avril 1946) | 189th Light Anti-Aircraft Battery, RCA (1er avril 1946) | 189th Light Anti-Aircraft Battery, RCA (1er avril 1946) | 189th Light Anti-Aircraft Battery, RCA (1er avril 1946) |  |  |  |  |  |  |  |  |  |  |  |  |  |  |
|                                                                                              |                                                                                              |                                                                                              |                                                                                              |                                                                                              |                                                                                              |  |  |  |  |                                                             |                                                             |                                                             |                                                             |                                                             |                                                             |                                                                   |                                                 |                                                 |                                                 |                                                     |                                                     |                                                     |                                                     |                                                     |                                                     |                                              |                                              |                                              |                                              |  |  |                                                                               |                                                         |                                                         |                                                         |                                                         |                                                         |  |  |  |  |  |  |  |  |  |  |  |  |  |  |
|                                                                                              |                                                                                              |                                                                                              |                                                                                              |                                                                                              |                                                                                              |  |  |  |  |                                                             |                                                             |                                                             |                                                             |                                                             |                                                             | The Nova Scotia Highlanders (12 novembre 1954)                    |                                                 |                                                 |                                                 |                                                     |                                                     |                                                     |                                                     |                                                     |                                                     |                                              |                                              |                                              |                                              |  |  |                                                                               |                                                         |                                                         |                                                         |                                                         |                                                         |  |  |  |  |  |  |  |  |  |  |  |  |  |  |

## Perpétuations
En plus de leur propre histoire, The Nova Soctia Highlanders perpétuent l'héritage de trois bataillons de la guerre anglo-américaine de 1812 : les 1er et 2e Bataillon, County of Sydney Regiment et le 1er Bataillon, Parrsborough. Ils perpétuent également l'héritage de cinq bataillons du Corps expéditionnaire canadien (CEC) de la Première Guerre mondiale : les 17e, 25e, 106e, 193e et 246e Bataillon outre-mer, CEC. De plus, de 1919 à 1936, le régiment perpétuait aussi l'héritage du 6th Machine Gun Bataillon, CMGC, mais cette perpétuation a été transférée aux Princess Louise Fusiliers.

### 17eBataillon, CEC
Le 17e Bataillon, CEC a été créé le 19 septembre 1914. Il s'embarqua pour la Grande-Bretagne dix jours plus tard où il servit à fournir des renforts aux troupes canadiennes au front. Il fut dissous le 21 mai 1917.

### 25eBataillon, CEC

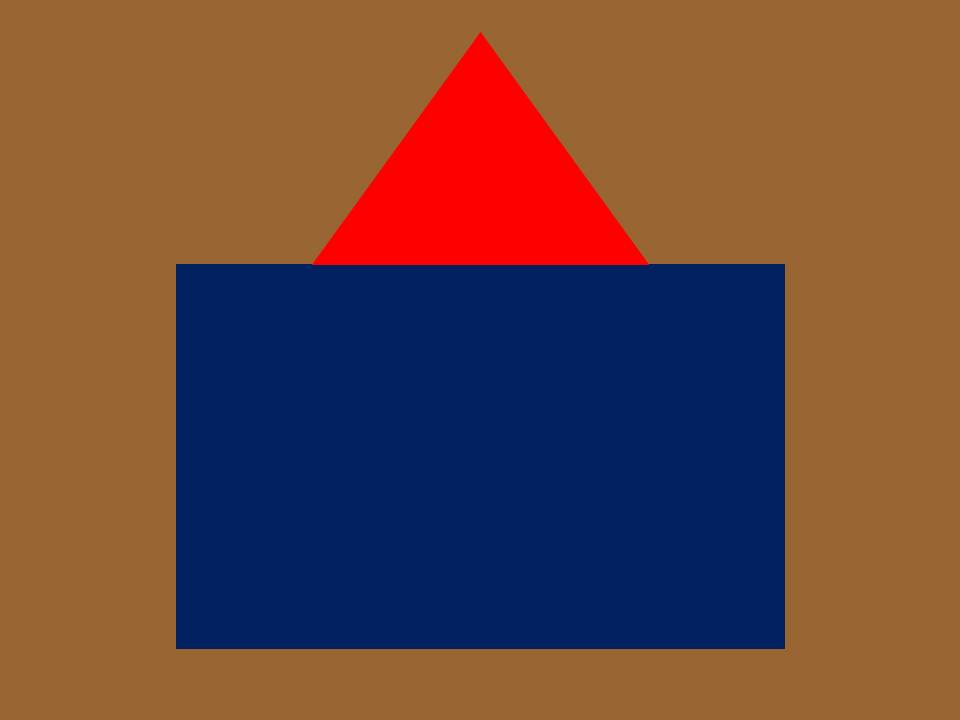
Insigne du 25e Bataillon, CEC

Les officiers du 25e Bataillon, CEC en 1915

Le 25e Bataillon, CEC a été créée le 7 novembre 1914. Le 20 mai 1915, il s'embarqua pour la Grande-Bretagne. Le 16 septembre 1916, il débarque en France où il combattit au sein de la 5e Brigade d'infanterie canadienne de la 2e Division canadienne. Il fut dissous le 15 septembre 1920.

### 106e,193eet246eBataillon, CEC
Les 106e, 193e et 246e Bataillon outre-mer, CEC furent respectivement créés le 22 décembre 1915, le 15 juillet 1916 et le 1er mai 1917. Ils s'embarquèrent respectivement pour la Grande-Bretagne le 15 juillet 1916, 12 octobre 1916 et le 2 juin 1917. Le personnel du 106e Bataillon servait à fournir des renforts aux troupes canadiennes au front jusqu'à son personnel restant fut transféré au 40e Bataillon, CEC le 5 octobre 1916. De leur côté, le personnel des 193e et 246e Bataillon fut transféré au 17e Bataillon de réserve, CEC respectivement le 20 janvier et le 2 juin 1917. Les trois bataillons furent respectivement dissous le 15 septembre 1920, le 18 février 1918 et le 11 avril 1918.

## Honneurs de bataille

Drapeau consacré des Nova Scotia Highlanders arborant 22 des 28 honneurs de bataille du régiment

Les honneurs de bataille sont le droit donné par la Couronne au régiment d'apposer sur ses couleurs les noms des batailles ou des conflits dans lesquels il s'est illustré. Au cours de son histoire, The Royal Regiment of Canada et les unités qu'il perpétue ont reçu un total de 28 honneurs de bataille. Les deux honneurs de bataille de la guerre anglo-américaine de 1812 ont été décernées en commémoration du New Brunswick Fencible Infantry.
| Guerre de 1812                                    | Guerre de 1812                    |
| ------------------------------------------------- | --------------------------------- |
| Défense du Canada - 1812-1815 - Defence of Canada |                                   |
| Guerre d'Afrique du Sud                           |                                   |
| Afrique du Sud, 1899-1900                         |                                   |
| Première Guerre mondiale                          |                                   |
| Ypres, 1915                                       | Festubert, 1915                   |
| Mont-Sorrel                                       | Somme, 1916                       |
| Flers-Courcelette                                 | Thiepval                          |
| Crête d'Ancre                                     | Arras, 1917                       |
| Vimy, 1917                                        | Arleux                            |
| Scarpe, 1917                                      | Côte 70                           |
| Ypres, 1917                                       | Passchendaele                     |
| Somme, 1918                                       | Amiens                            |
| Arras, 1918                                       | Scarpe, 1918                      |
| Ligne Hindenburg                                  | Canal du Nord                     |
| Cambrai, 1918                                     | Poursuite vers Mons               |
| Frances et Flandres, 1915-18                      |                                   |
| Seconde Guerre mondiale                           |                                   |
| Débarquement en Normandie                         | Authie                            |
| Caen                                              | L'Orne (en)                       |
| Crête de Bourguébus                               | Faubourg de Vaucelles             |
| Crête de Verrières-Tilly-la-campagne              | Falaise                           |
| La Laison                                         | Chambois                          |
| Boulogne, 1944                                    | Calais, 1944                      |
| L'Escaut                                          | Savojaards Plaat                  |
| Poche de Breskens                                 | La Rhénanie                       |
| Plaines du Waal                                   | La Hochwald                       |
| Le Rhin                                           | Zutphen                           |
| Leer                                              | Nort-Ouest de l'Europe, 1944-1945 |
| Guerre d'Afghanistan                              |                                   |
| Afghanistan                                       |                                   |

## Traditions et patrimoine

Drapeau de camp des Nova Scotia Highlanders

Les traditions et les symboles des Nova Scotia Highlanders sont les éléments essentiels à l'identité régimentaire. Le symbole le plus important est l'insigne du régiment qui est composé d'un sautoir d'argent sur lequel sont brochées les armes de la Nouvelle-Écosse qui sont entourées d'un anneau d'azur liséré d'or portant la devise du régiment en chef et le nom du régiment en point en lettres majuscules d'or. Le sautoir d'argent est la croix de saint André, le patron de l'Écosse. La devise du régiment est « Siol na fear fearail » qui signifie « Race de vrais hommes ».
Un autre élément important de l'identité d'un régiment sont les marches régimentaires. The Nova Scotia Highlanders en possèdent trois : The Sweet Maid of Glendaruel, The Atholl Highlanders et The Piobaireachd of Donald Dhu.
The Nova Scotia Highlanders sont jumelés avec The Mercian Regiment, un régiment de la British Army.